# نیروی عظیم (فیلم ۱۹۷۴)
نیروی عظیم (به انگلیسی: Juggernaut) فیلمی محصول سال ۱۹۷۴ و به کارگردانی ریچارد لستر است. در این فیلم بازیگرانی همچون ریچارد هریس، عمر شریف، فردی جونز، دیوید همینگز، آنتونی هاپکینز، شرلی نایت، ایان هولم، کلیفتون جیمز، روی کینیر، کارولین مورتیمر، مارک برنس، جان استراید، جولیان گلاور، سیریل کیوسک، مایکل هوردرن، جک واتسون، روشن ست، کنت کولی، بن آریس، تام چدبان، گرث توماس و سایمن مک‌کورکیندل ایفای نقش کرده‌اند.